# Unleash the Love
Unleash the Love je sólové studiové album amerického zpěváka Mikea Lovea ze skupiny The Beach Boys. Vydáno bylo dne 17. listopadu roku 2017 společností BMG. Jedná se o dvojalbum, které obsahuje jak nově nahrané verze starších písní (například „Help Me Rhonda“ a „Good Vibrations“), tak i celkem třináct zcela nových písní. Album produkoval Michael Lloyd. Hráli na něm například John Stamos, John Cowsill a Mark McGrath.

## Seznam skladeb
Disk 1
1. All the Love in Paris
2. Getcha Back
3. Daybreak Over the Ocean
4. I Don't Wanna Know
5. Too Cruel
6. Crescent Moon
7. Cool Head, Warm Heart
8. Pisces Brothers
9. Unleash the Love
10. Ram Raj
11. 10,000 Years Ago
12. Only One Earth
13. Make Love Not War

Disk 2
1. California Girls
2. Do It Again
3. Help Me Rhonda
4. I Get Around
5. Warmth of the Sun
6. Brian's Back
7. Kiss Me Baby
8. Darlin'
9. Wild Honey
10. Wouldn't It Be Nice
11. Good Vibrations
12. Fun, Fun, Fun